# یوهان مارتین اشلیر
یوهان مارتین اشلیر یا شله‌یر (به آلمانی: Johann Martin Schleyer) (به اسپرانتو: Johan Martin Ŝlejer)، (زادهٔ ۱۸۳۱ و درگذشتهٔ ۱۹۱۲)، کشیش کاتولیک آلمانی و سازندهٔ نخستین زبان فراساختهٔ موفق در اروپا در سال ۱۸۸۰ بود. نام این زبان ولاپوک و به‌معنی «زبان جهانی» بود، ولی پس از مدت کوتاهی، جای آن را زبان بین‌المللی اسپرانتو، موفق‌ترین و پرمتکلم‌ترین زبان فراساختهٔ جهان تا به امروز‍، گرفت.
شله‌یر به‌خاطر چندزبانگی‌ای‌اش شهرت فراوانی داشت؛ او به ۷ زبان مختلف شعر سروده بود و به ۲۵ زبان گوناگون نثر نگاشته بود.
دکتر لودویک زامنهوف، سازندهٔ زبان اسپرانتو، در سخنرانی تاریخی خود در نخستین همایش جهانی اسپرانتو در بولون-سور-مر فرانسه در سال ۱۹۰۵، مراتب قدردانی خود را از شله‌یر و زبان فراساخته‌اش، ولاپوک، بیان کرد.